# Provincia di Aklan
Aklan è una provincia delle Filippine nella regione del Visayas Occidentale.
Il capoluogo provinciale è Kalibo.

## Geografia antropica

### Suddivisioni amministrative
La provincia di Aklan è divisa in 17 municipalità:
- Altavas
- Balete
- Banga
- Batan
- Buruanga
- Ibajay
- Kalibo
- Lezo
- Libacao

- Madalag
- Makato
- Malay
- Malinao
- Nabas
- New Washington
- Numancia
- Tangalan